# Werner Staak

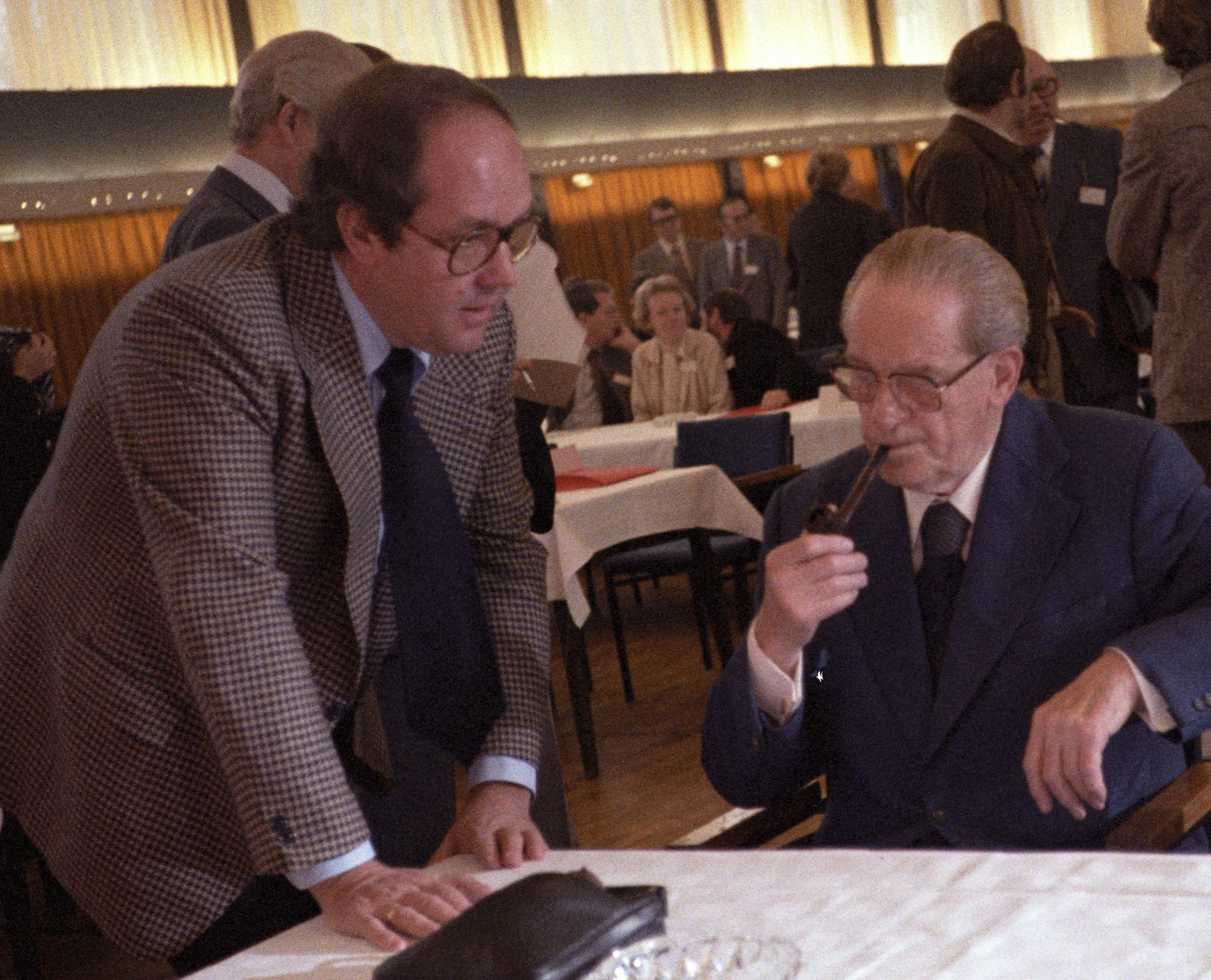
Werner Staak (links) mit Herbert Wehner 1981

Werner Staak (* 29. Januar 1933 in Trittau; † 27. November 2006) war ein deutscher Politiker (SPD). Er war Mitglied der Hamburgischen Bürgerschaft und des Bundestages sowie von 1974 bis 1980 Hamburger Innensenator.

## Leben
Nach dem Besuch der Volksschule absolvierte Staak eine Ausbildung zum Bau- und Möbeltischler, arbeitete zunächst in diesem Beruf und wechselte später als Arbeiter und Angestellter in den Bereich des Strom- und Hafenbaus. Daneben bildete er sich an der Abendschule fort und besuchte die Partei- und Gewerkschaftsschule. Er war bei der Neuen Heimat beschäftigt und Vorsitzender der Ortsverwaltung Hamburg der Gewerkschaft Handel, Banken und Versicherungen. Er war von 1970 bis 1972 stellvertretender Vorsitzender des Beirates für Arbeitnehmerfragen beim SPD-Parteivorstand später SPD-Arbeitsgemeinschaft für Arbeit (AfA).  Außerdem studierte er Betriebswirtschaft an der Akademie für Gemeinwirtschaft in Hamburg.

## Politik
Staak schloss sich 1951 der SPD an und wurde später in den Landesvorstand der SPD Hamburg gewählt. 1980/81 war er Landesvorsitzender der Hamburger Sozialdemokraten.
Staak war von der Bürgerschaftswahl 1970 bis zur Mandatsniederlegung am 21. Mai 1970 erstmals Mitglied der Hamburgischen Bürgerschaft. Dem Deutschen Bundestag gehörte er vom 21. Mai 1970, als er für die ausgeschiedene Abgeordnete Ilse Elsner nachrückte, bis zu seiner Mandatsniederlegung am 13. November 1974 an. Er war stets über die Landesliste der SPD Hamburg ins Parlament eingezogen. Staak amtierte von 1974 bis 1980 als Innensenator der Freien und Hansestadt Hamburg in den Senaten Klose I und Klose II. Von 1978 bis 1982 war er erneut Bürgerschaftsabgeordneter, wobei sein Bürgerschaftsmandat bis zum 26. November 1980 wegen der Zugehörigkeit zum Senat ruhte.
1981 spielte Staak eine wichtige Rolle im Konflikt um das Kernkraftwerk Brokdorf. Trotz der Ablehnung des damaligen Bürgermeisters Hans-Ulrich Klose und der Mehrheit der Hamburger SPD hielt er an dessen Bau fest. Klose trat deshalb im Mai 1981 zurück.